# FA Premier League 2001/2002
FA Premier League 2001/2002 vanns av Arsenal. och spelades 18 augusti 2001-11 maj 2002.

## Tabell
| Nr | Lag                    | S  | V  | O  | F  | GM | IM | MS  | P  |
| -- | ---------------------- | -- | -- | -- | -- | -- | -- | --- | -- |
| 1  | Arsenal                | 38 | 26 | 9  | 3  | 79 | 36 | +43 | 87 |
| 2  | Liverpool              | 38 | 24 | 8  | 6  | 67 | 30 | +37 | 80 |
| 3  | Manchester United (RM) | 38 | 24 | 5  | 9  | 87 | 45 | +42 | 77 |
| 4  | Newcastle United       | 38 | 21 | 8  | 9  | 74 | 52 | +22 | 71 |
| 5  | Leeds United           | 38 | 18 | 12 | 8  | 53 | 37 | +16 | 66 |
| 6  | Chelsea                | 38 | 17 | 13 | 8  | 66 | 38 | +28 | 64 |
| 7  | West Ham United        | 38 | 15 | 8  | 15 | 48 | 57 | −9  | 53 |
| 8  | Aston Villa            | 38 | 12 | 14 | 12 | 46 | 47 | −1  | 50 |
| 9  | Tottenham Hotspur      | 38 | 14 | 8  | 16 | 49 | 53 | −4  | 50 |
| 10 | Blackburn Rovers (U)   | 38 | 12 | 10 | 16 | 55 | 51 | +4  | 46 |
| 11 | Southampton            | 38 | 12 | 9  | 17 | 46 | 54 | −8  | 45 |
| 12 | Middlesbrough          | 38 | 12 | 9  | 17 | 35 | 47 | −12 | 45 |
| 13 | Fulham (U)             | 38 | 10 | 14 | 14 | 36 | 44 | −8  | 44 |
| 14 | Charlton Athletic      | 38 | 10 | 14 | 14 | 38 | 49 | −11 | 44 |
| 15 | Everton                | 38 | 11 | 10 | 17 | 45 | 57 | −12 | 43 |
| 16 | Bolton Wanderers (U)   | 38 | 9  | 13 | 16 | 44 | 62 | −18 | 40 |
| 17 | Sunderland             | 38 | 10 | 10 | 18 | 29 | 51 | −22 | 40 |
| 18 | Ipswich Town           | 38 | 9  | 9  | 20 | 41 | 64 | −23 | 36 |
| 19 | Derby County           | 38 | 8  | 6  | 24 | 33 | 63 | −30 | 30 |
| 20 | Leicester City         | 38 | 5  | 13 | 20 | 30 | 64 | −34 | 28 |

## Personal och dräkter
| Lag               | Manager         | Lagkapten       | Dräkttillverkare | Tröjsponsor       |
| ----------------- | --------------- | --------------- | ---------------- | ----------------- |
| Arsenal           | Arsène Wenger   | Tony Adams      | Nike             | Dreamcast         |
| Aston Villa       | Graham Taylor   | Paul Merson     | Diadora          | NTL               |
| Blackburn Rovers  | Graeme Souness  | Garry Flitcroft | Kappa            | Time              |
| Bolton Wanderers  | Sam Allardyce   | Guðni Bergsson  | Reebok           | Reebok            |
| Charlton Athletic | Alan Curbishley | Mark Kinsella   | Le Coq Sportif   | Redbus            |
| Chelsea           | Claudio Ranieri | Marcel Desailly | Umbro            | Fly Emirates      |
| Derby County      | John Gregory    | Darryl Powell   | Erreà            | Pedigree          |
| Everton           | David Moyes     | David Weir      | Puma             | One2One           |
| Fulham            | Jean Tigana     | Andy Melville   | Adidas           | Pizza Hut         |
| Ipswich Town      | George Burley   | Matt Holland    | Punch            | TXU Energy        |
| Leeds United      | David O'Leary   | Rio Ferdinand   | Nike             | Strongbow         |
| Leicester City    | Micky Adams     | Matt Elliott    | Le Coq Sportif   | LG                |
| Liverpool         | Gérard Houllier | Jamie Redknapp  | Reebok           | Carlsberg         |
| Manchester United | Alex Ferguson   | Roy Keane       | Umbro            | Vodafone          |
| Middlesbrough     | Steve McClaren  | Paul Ince       | Erreà            | BT Cellnet        |
| Newcastle United  | Bobby Robson    | Alan Shearer    | Adidas           | NTL               |
| Southampton       | Gordon Strachan | Matt Le Tissier | Saints           | Friends Provident |
| Sunderland        | Peter Reid      | Michael Gray    | Nike             | Reg Vardy         |
| Tottenham Hotspur | Glenn Hoddle    | Tim Sherwood    | Adidas           | Holsten           |
| West Ham United   | Glenn Roeder    | Steve Lomas     | Fila             | Dr. Martens       |